# Honda Odyssey (Северная Америка)
Honda Odyssey — минивэн, выпускаемый японским автопроизводителем Honda и продаваемый на североамериканском рынке.

## Первое поколение (RA; 1994)
Первое поколение Odyssey было представлено в 1994 году. Автомобили, базировавшиеся на платформе Accord, имели четырёхцилиндровый двигатель, полностью дисковую антиблокировочную тормозную систему, полностью независимую подвеску, четырёхступенчатую автоматическую трансмиссию (селектор был расположен на рулевой колонке) и функцию поддержания скорости на подъёме Grade Logic. Конструкция состоит из цельнолитного кузова, двойных подушек безопасности, двойных бардачков, двухзонной системы отопления и охлаждения с мощностью на 20% больше, чем у Accord (регулировка скорости вращения вентилятора находится в задней части салона, а главный переключатель управления — над пассажирским сиденьем), распашные задние двери, складывающиеся сиденья третьего ряда и запасное колесо на правой задней стенке салона.
Первое поколение Odyssey выпускалось в двух комплектациях: LX (семь мест для пассажиров: два передних сиденья, откидное трёхместное сиденье в среднем ряду и двухместное сиденье на третьем ряду) и EX (шесть мест для пассажиров: два откидных сиденья во втором ряду). Дополнительное оборудование: багажник на крыше, легкосплавные диски, регулировка высоты сиденья водителя с электроприводом, люк с электроприводом, система бесключевого доступа с дистанционным управлением, противотуманные фары (в моделях наиболее поздних выпусков), боковые молдинги, зеркала заднего вида, окрашивающиеся в цвет кузова, подсветка приборной панели и 200-ваттная аудиосистема AM/FM/Cassette с шестью динамиками. В Северной Америке Odyssey продавался с четырёхцилиндровыми двигателями и передним приводом, в Японии автомобили продавались также с полным приводом и двигателем V6 (с октября 1997 года).

С 1996 по 1999 год компания Isuzu выпускала ребеджинговую версию под названием Isuzu Oasis.

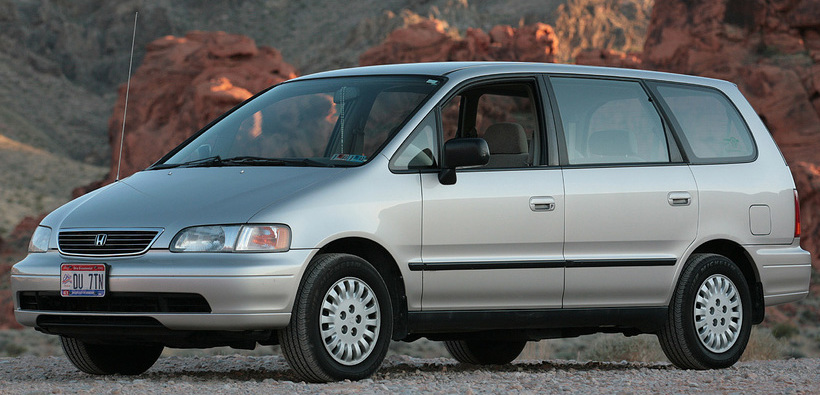
1996 Honda Odyssey
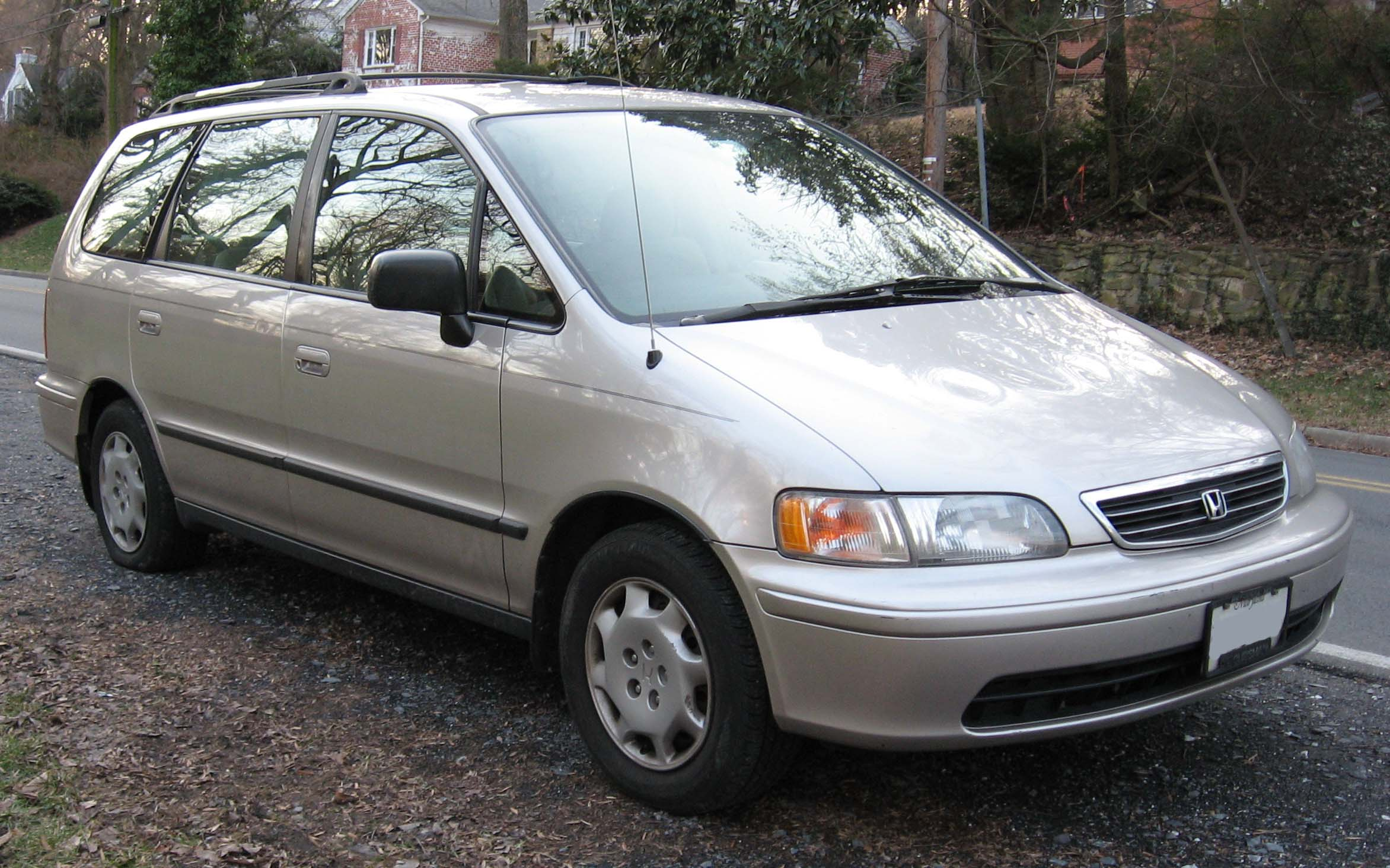
1998 Honda Odyssey (США)
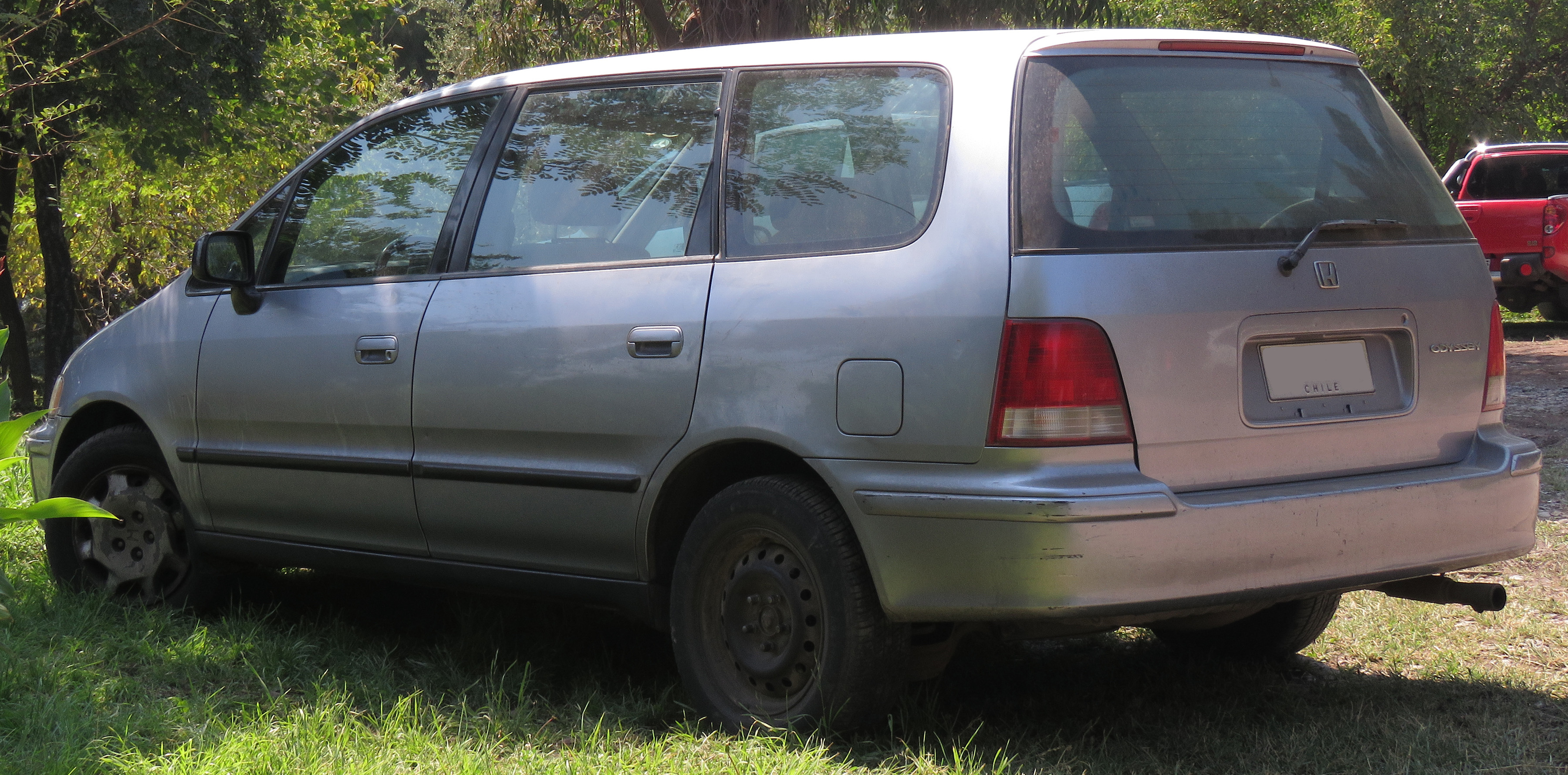
Вид сзади
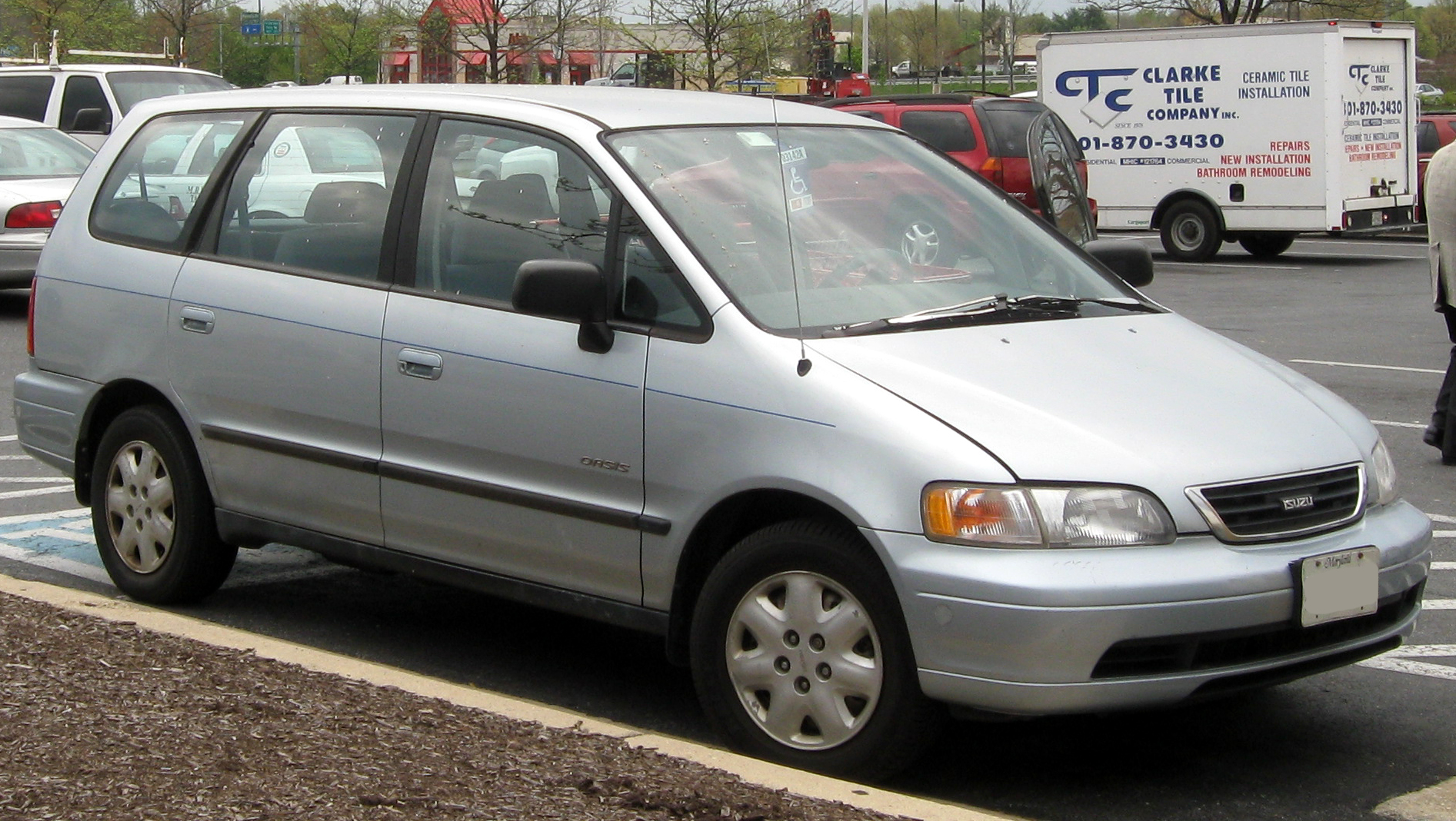
Isuzu Oasis (вид спереди)
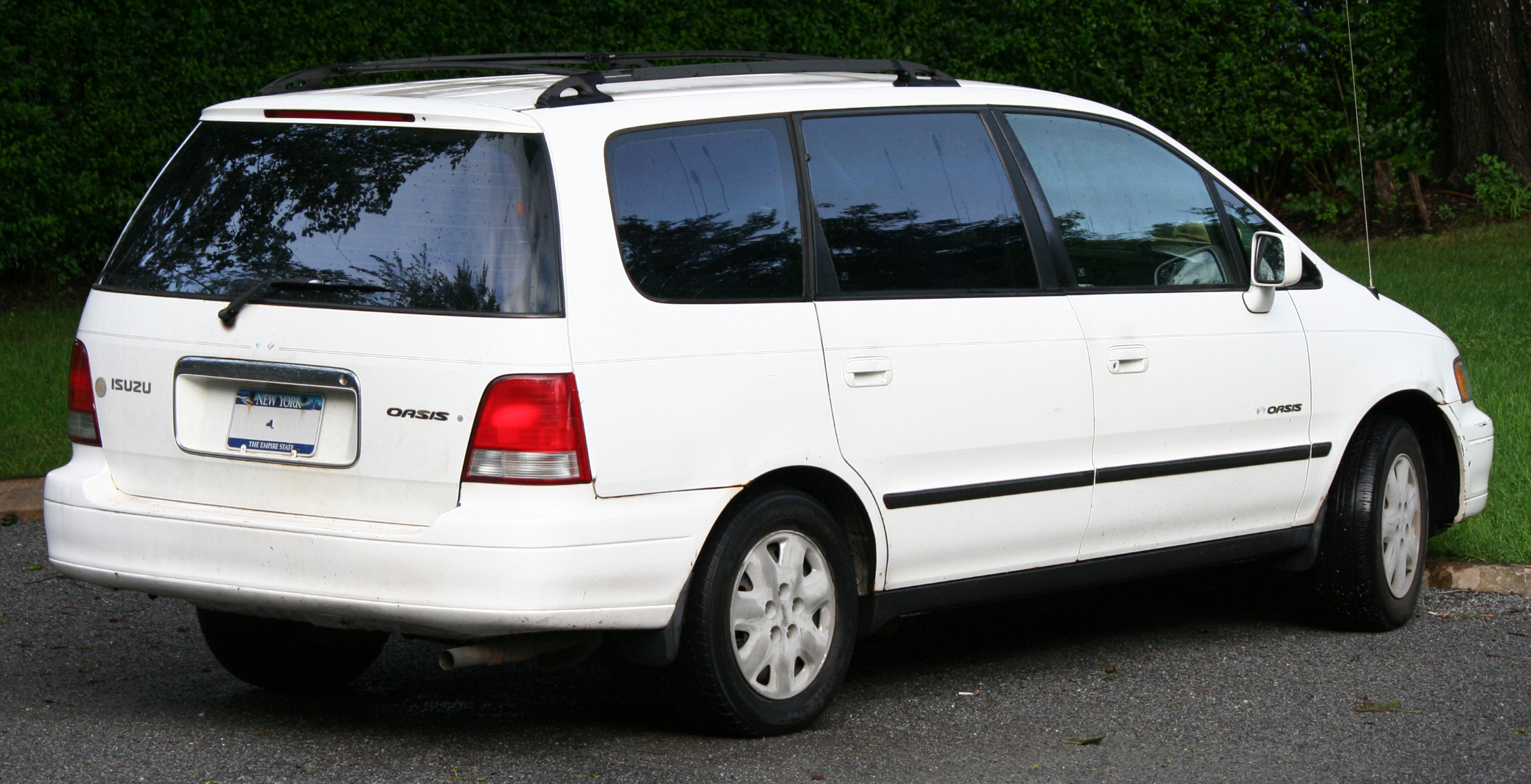
Isuzu Oasis (вид сзади)

## Второе поколение (RL1; 1998)
Второе поколение Odyssey выпускалось с 1998 по 2004 год. С 1999 года автомобили экспортировались на японский рынок под названием Honda LaGreat. Рекламная кампания напоминала моменты из фильма «Космическая одиссея 2001 года», особенно сцены стыковки с космической станцией и посадки на Луну под вальс «На прекрасном голубом Дунае».
В отличие от предыдущего поколения, автомобили имеют раздвижные задние двери (в комплектации EX — с электроприводом, в комплектации LX — с ручным управлением), упрощённую подвеску передней стойки, электрические стеклоподъёмники и двигатель V6 мощностью 157 кВт (210 л. с.). Заднее сиденье по-прежнему являлось откидным. В комплектацию EX опционально входила навигационная система со спутниковой связью.

В 2001 году автомобили прошли фейслифтинг. Мощность двигателя была увеличена со 157 кВт (210 л. с.) до 179 кВт (240 л. с.). В модельный ряд также была добавлена комплектация EX-L с DVD-проигрывателем. Одновременно с этим, автомобили получили пятиступенчатую автоматическую трансмиссию, боковые подушки безопасности в области туловища, задние дисковые тормоза и несколько незначительных косметических улучшений как снаружи, так и внутри.

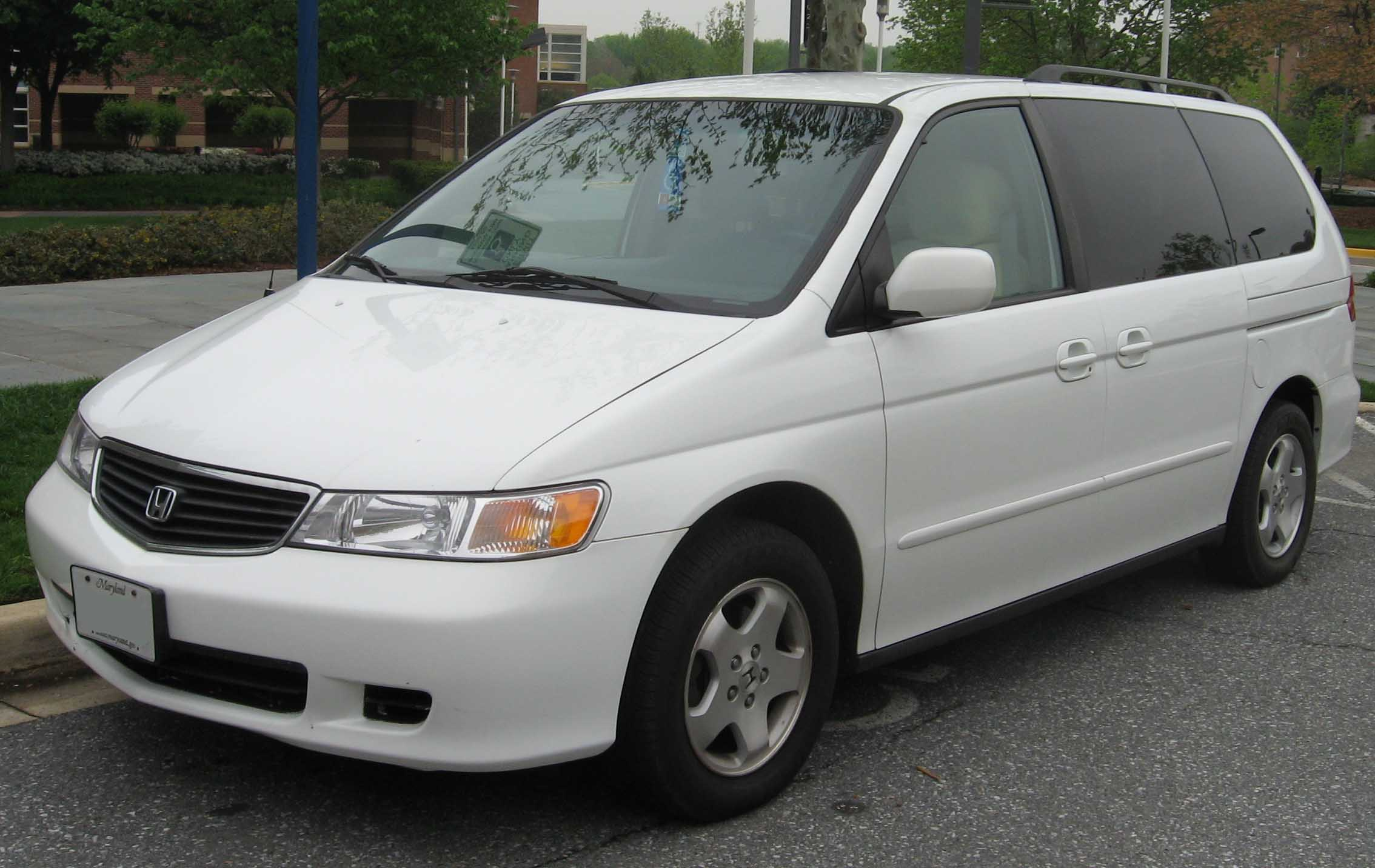
1999—2001 Honda Odyssey EX
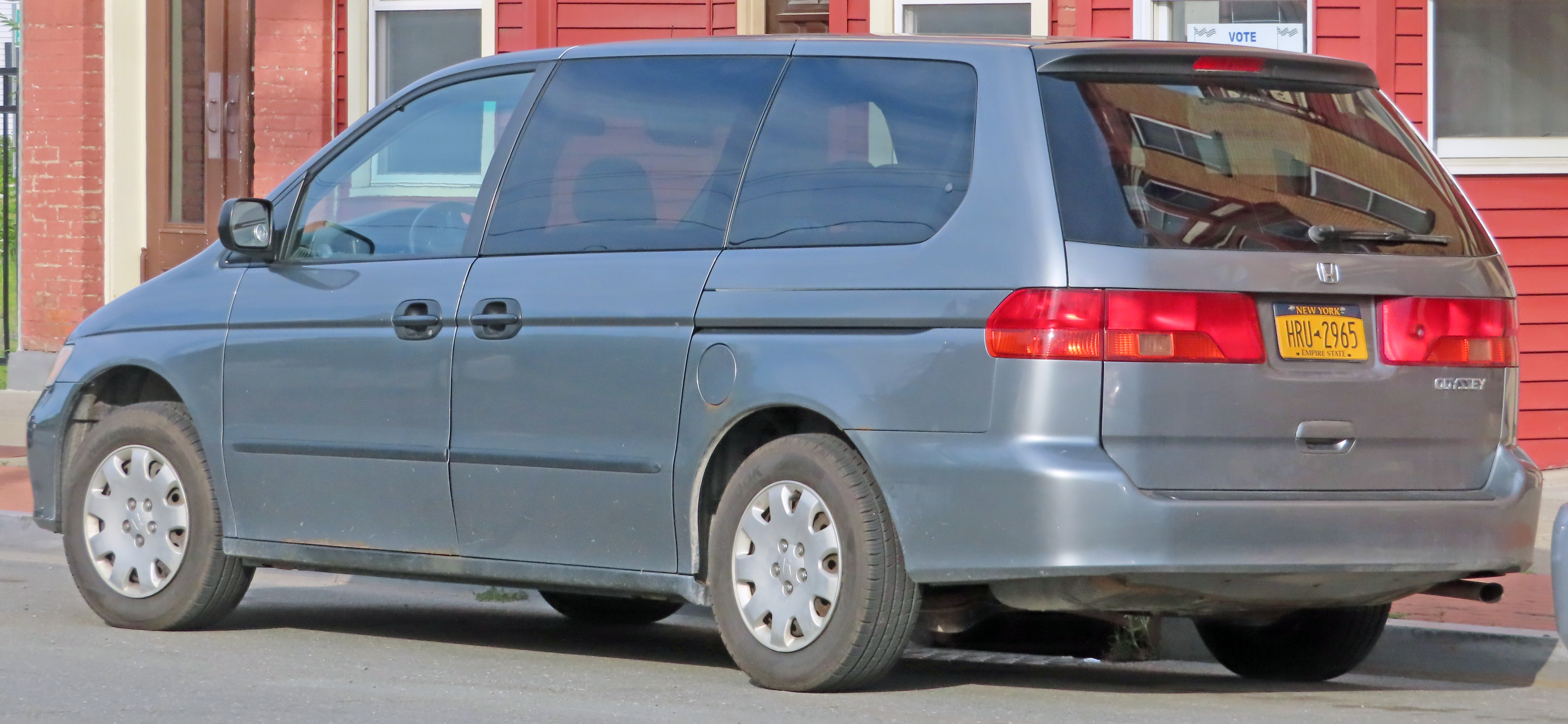
Вид сзади
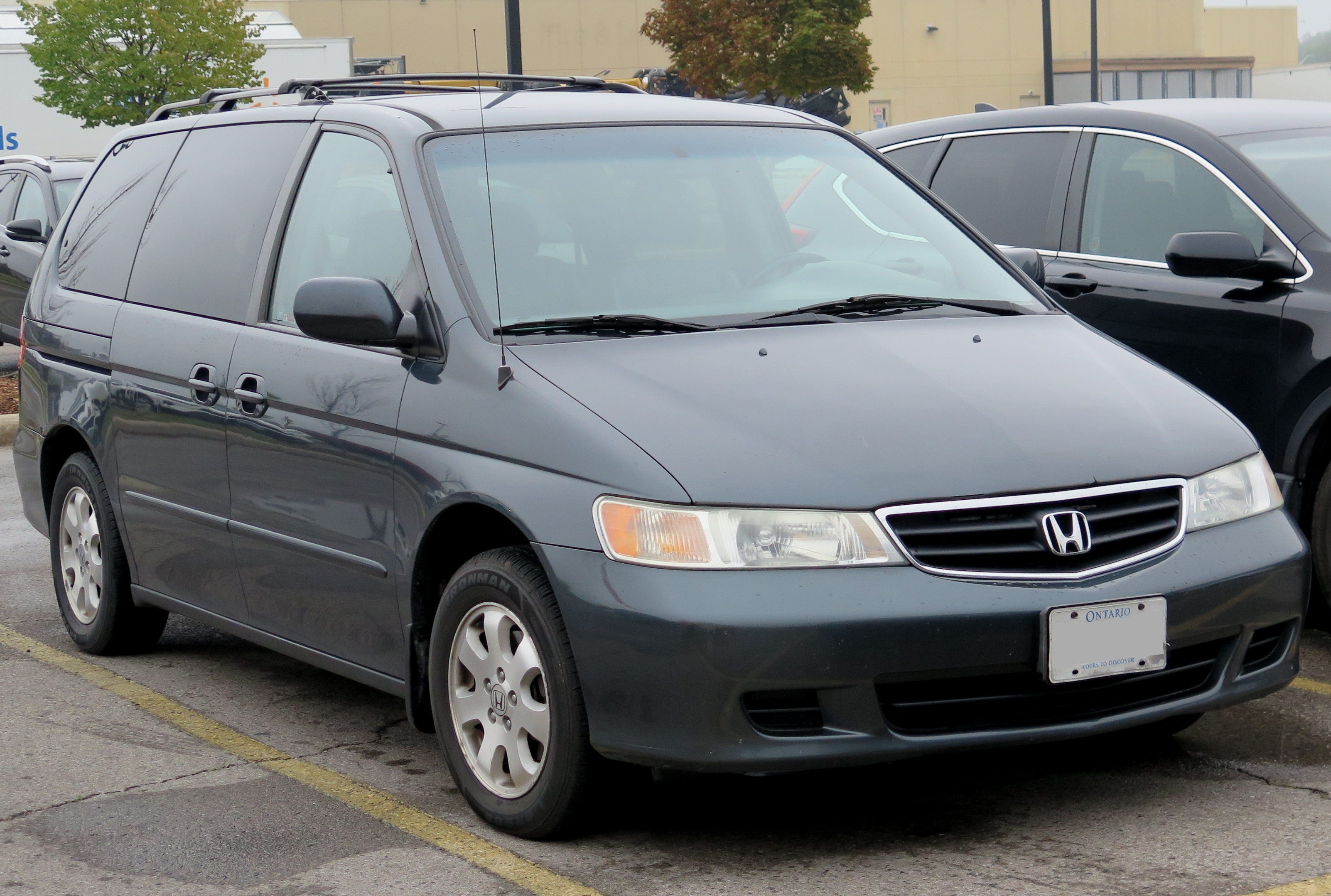
Фейслифтинг

## Третье поколение (RL3/4; 2004)
Третье поколение Odyssey было представлено в 2004 году. Автомобили имели кузовную конструкцию ACE (Advanced Compatibility Engineering), которая позже применялась в восьмом поколении Civic. Все модели имеют боковые подушки безопасности и электронную систему стабилизации. Комплектации: LX, EX, EX-L и Touring. В 2007 году автомобили прошли рестайлинг.

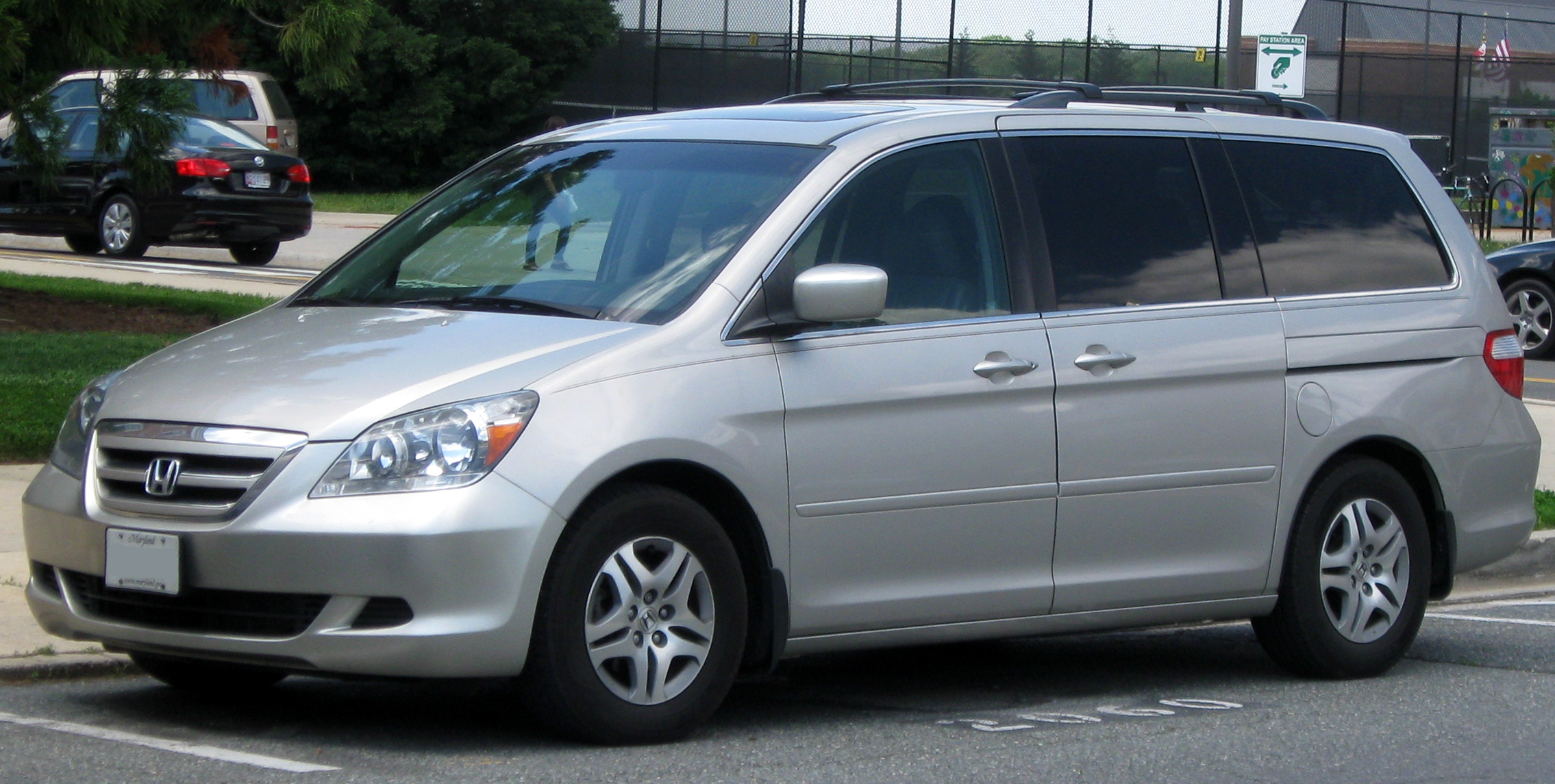
2005—2007 Honda Odyssey EX-L
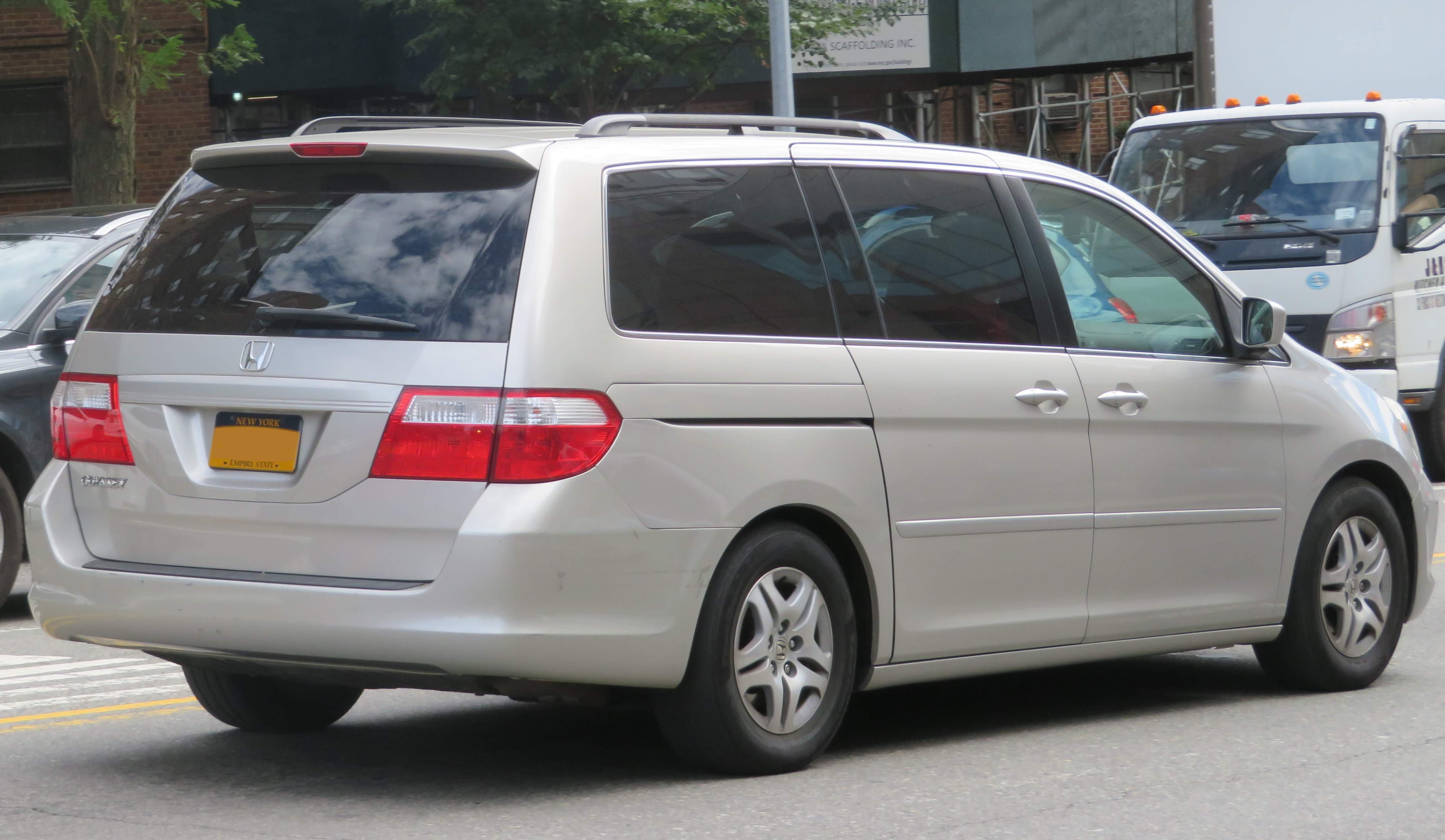
Вид сзади
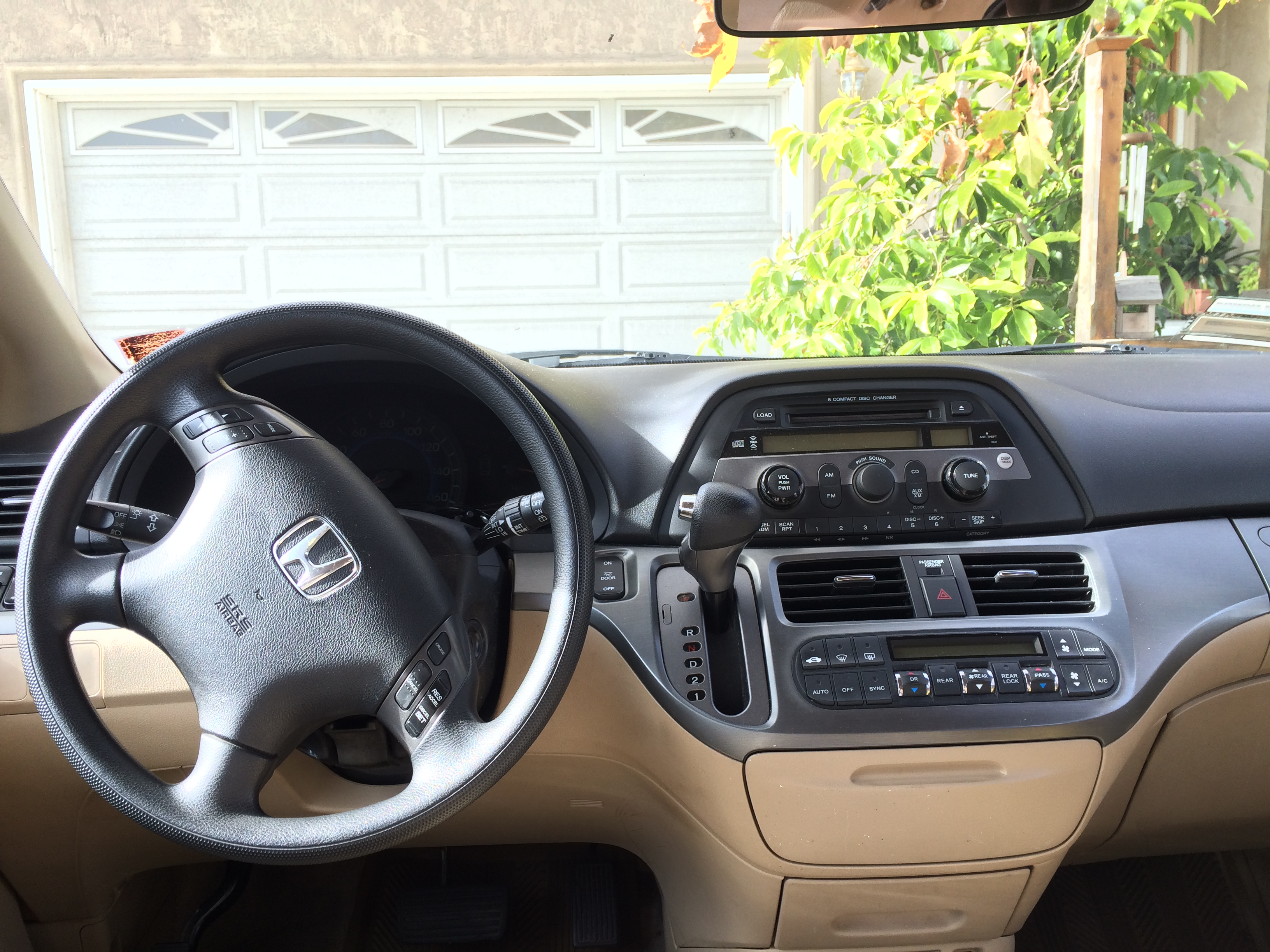
Интерьер
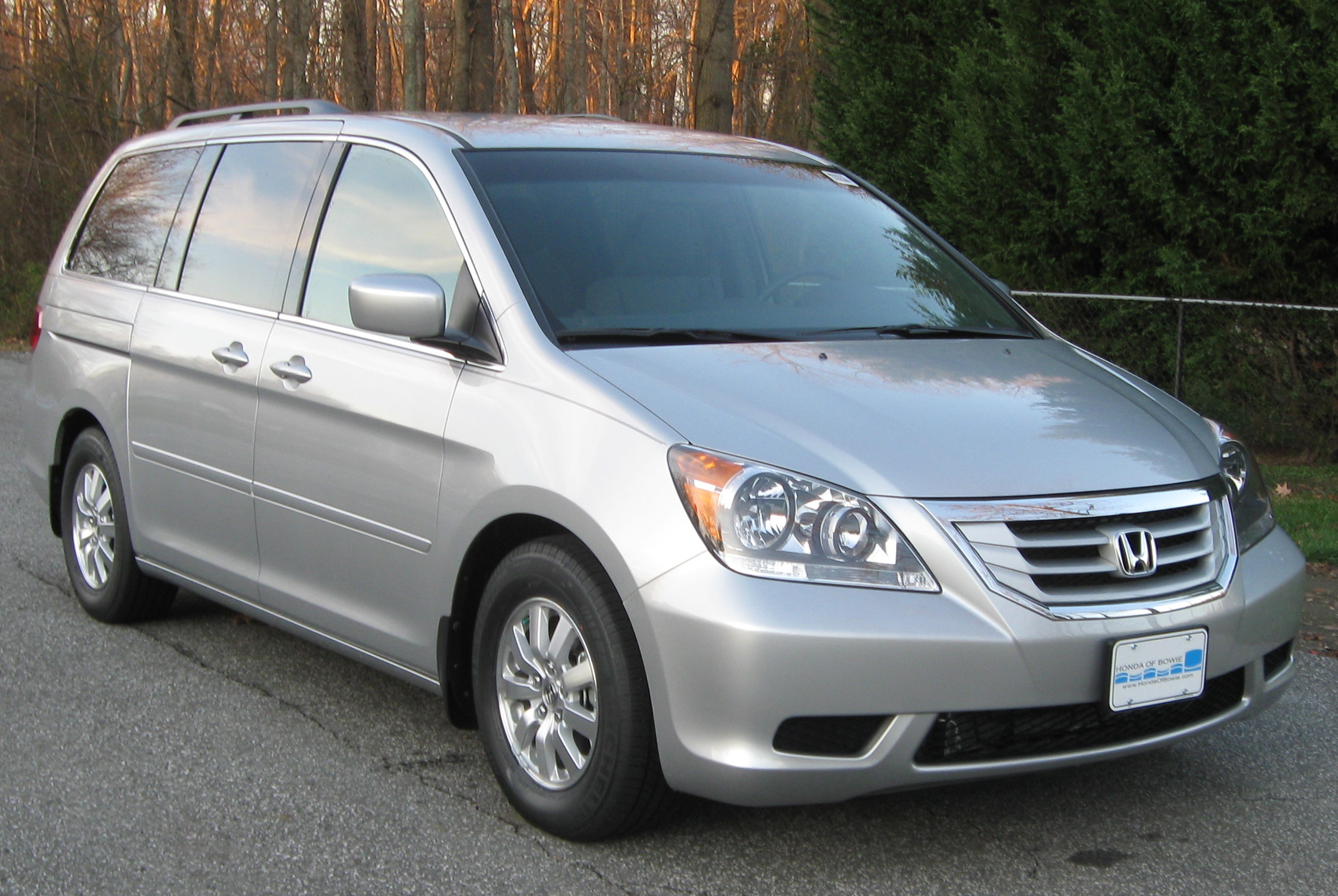
2010 Honda Odyssey EX
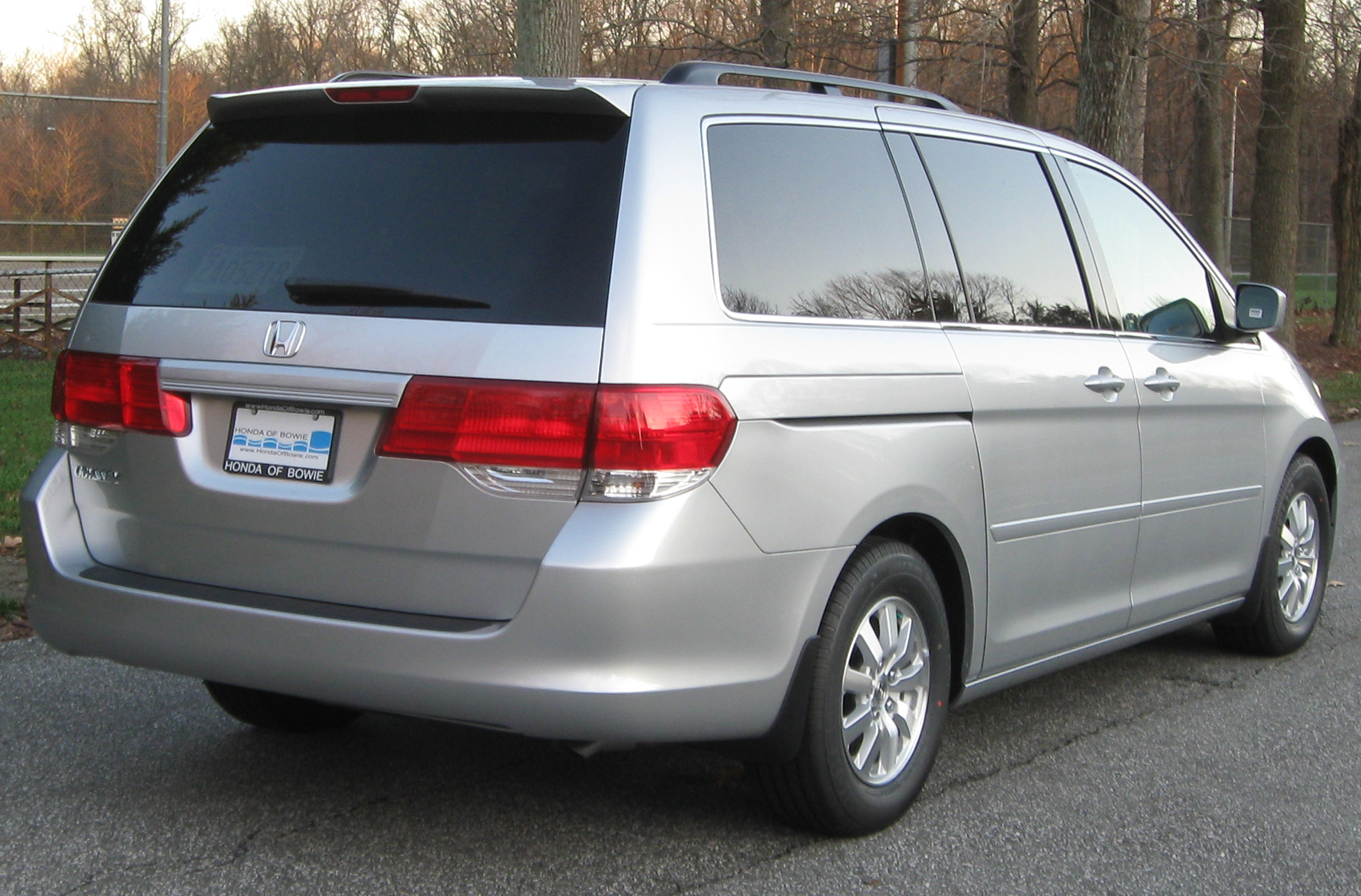
Вид сзади

## Четвёртое поколение (RL5; 2010)
Четвёртое поколение Odyssey было представлено в начале 2010 года на Чикагском автосалоне. Продажи начались 17 июня 2010 года. В отличие от предыдущего поколения, длина увеличена на 20 мм, ширина — на 53 мм, а высота уменьшена на 10—15 мм. Корпус изготовлен из 59% высокопрочной стали с пределом текучести МПа. Комплектации: LX, EX, EX-L, Touring и Touring Elite.
Все модели оснащены 3,5-литровым двигателем J35Z8 V6 мощностью 185 кВт (248 л. с.) при 5700 об/мин и крутящим моментом 339 Н·м при 4800 об/мин. Двигатель имеет систему управления цилиндрами VCM (Variable Cylinder Management) во всех комплектациях, в то время как в предыдущем поколении система управления цилиндрами применялась только в комплектациях EX-L и Touring.

В 2013 году автомобили прошли рестайлинг.

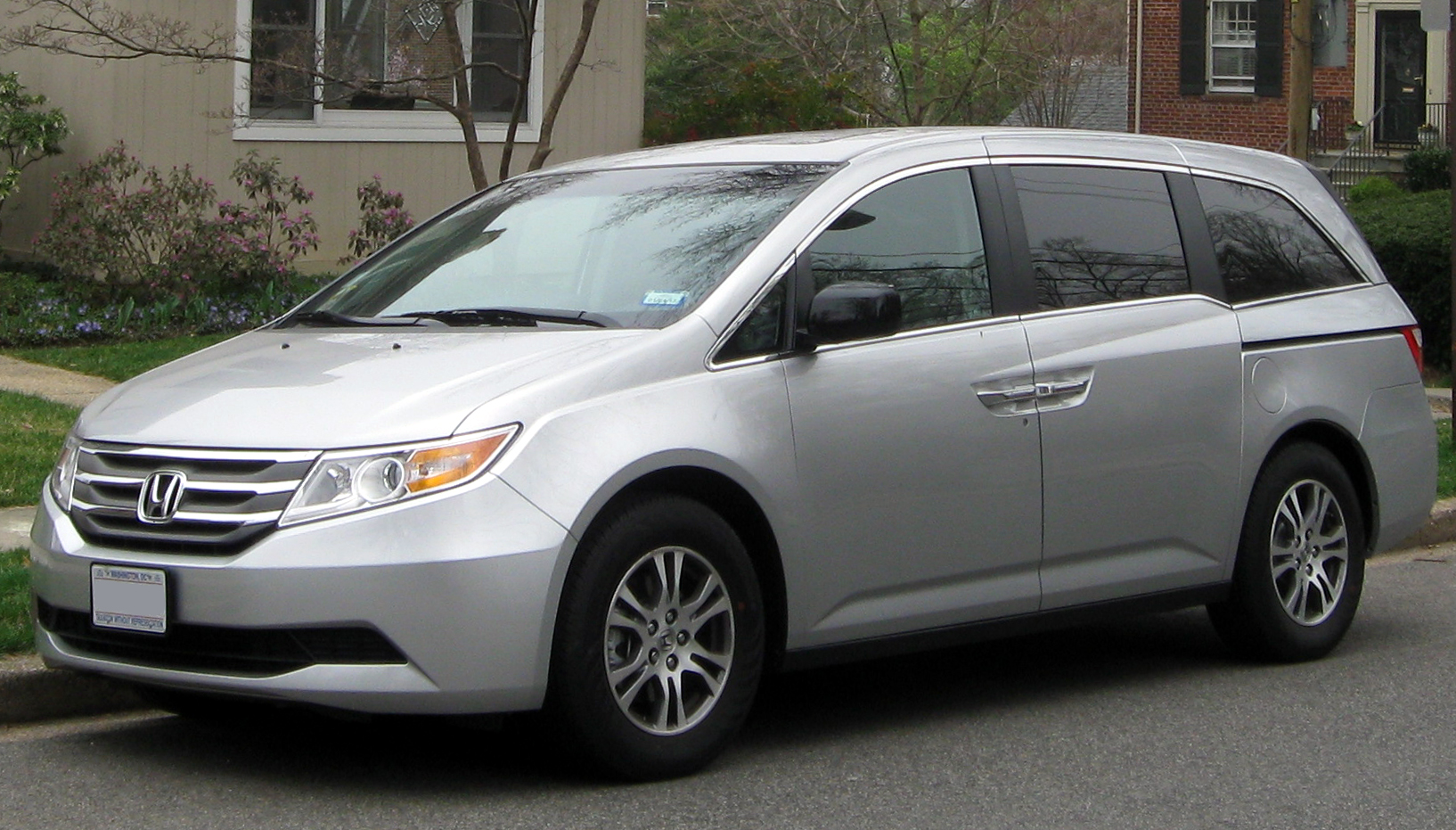
2011—2012 Honda Odyssey
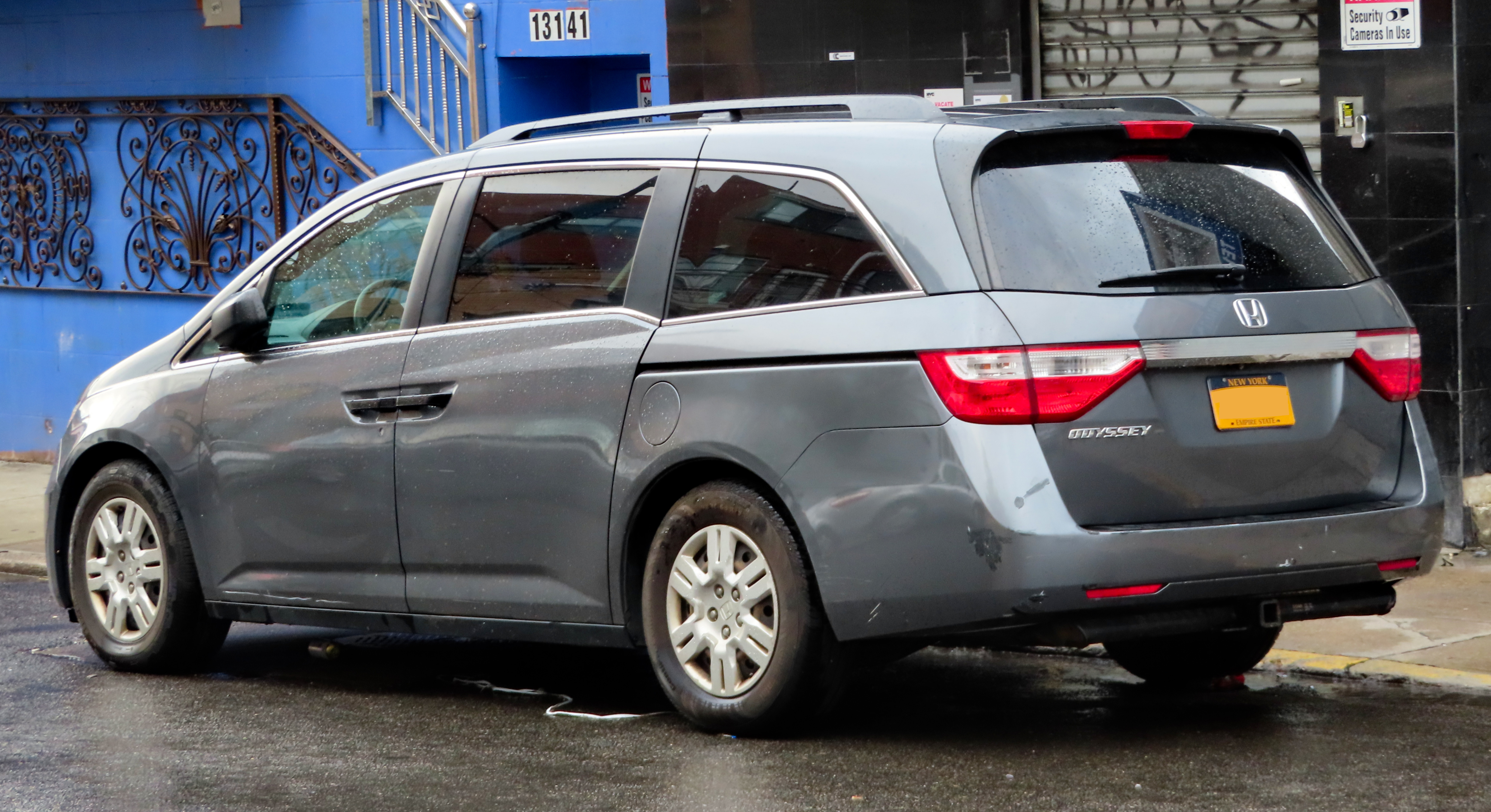
Вид сзади
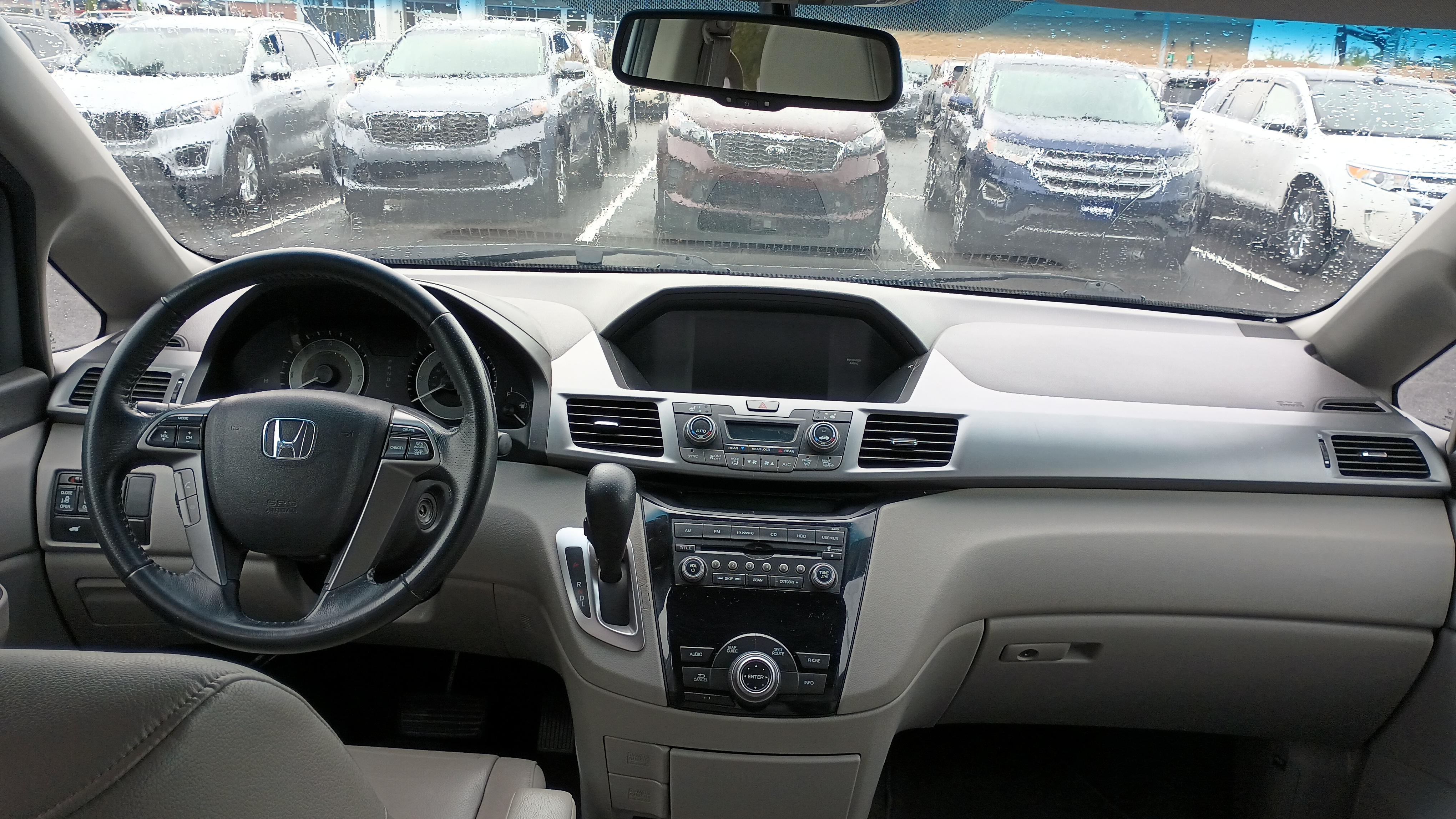
Интерьер
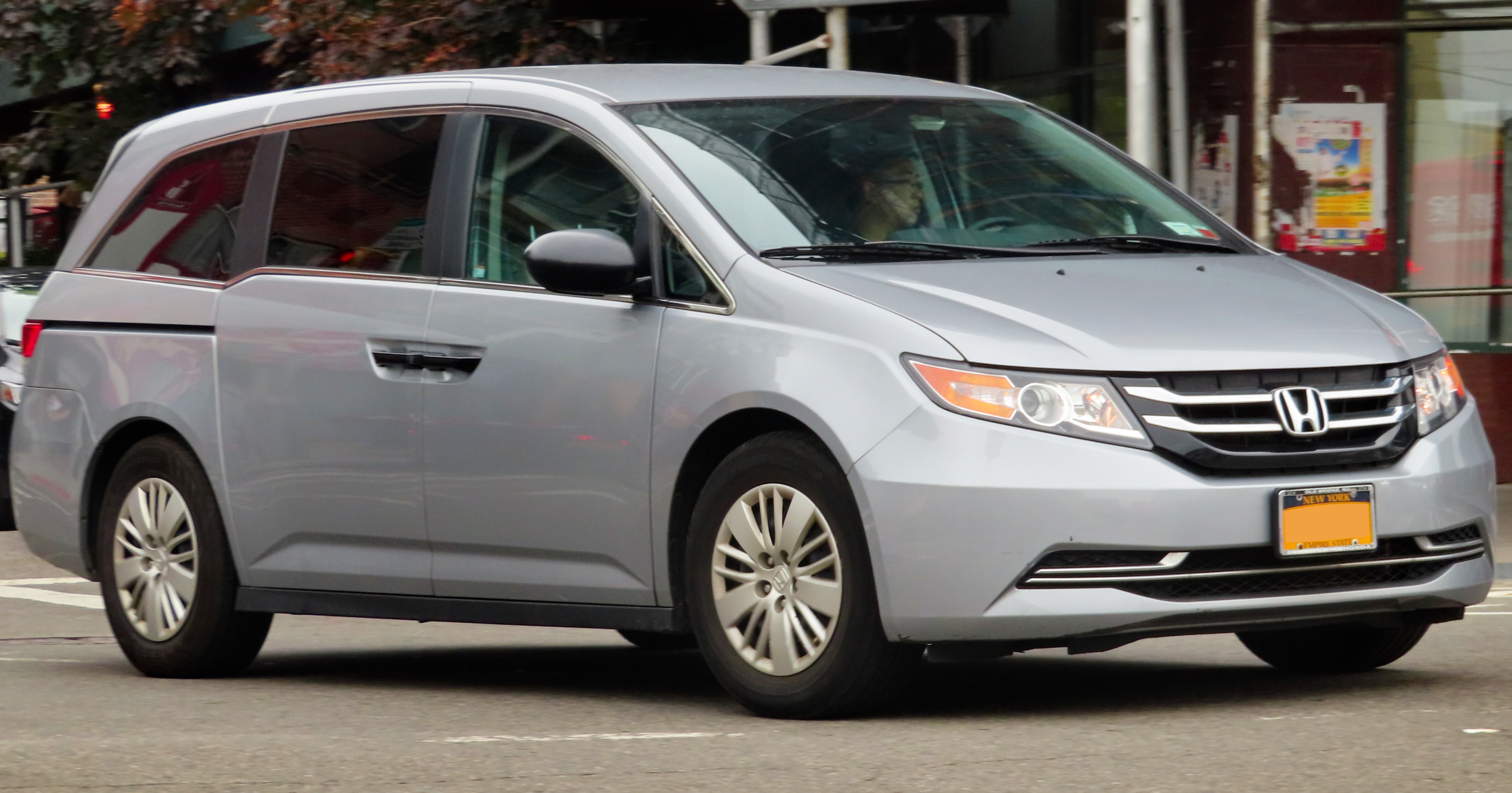
2016 Honda Odyssey LX
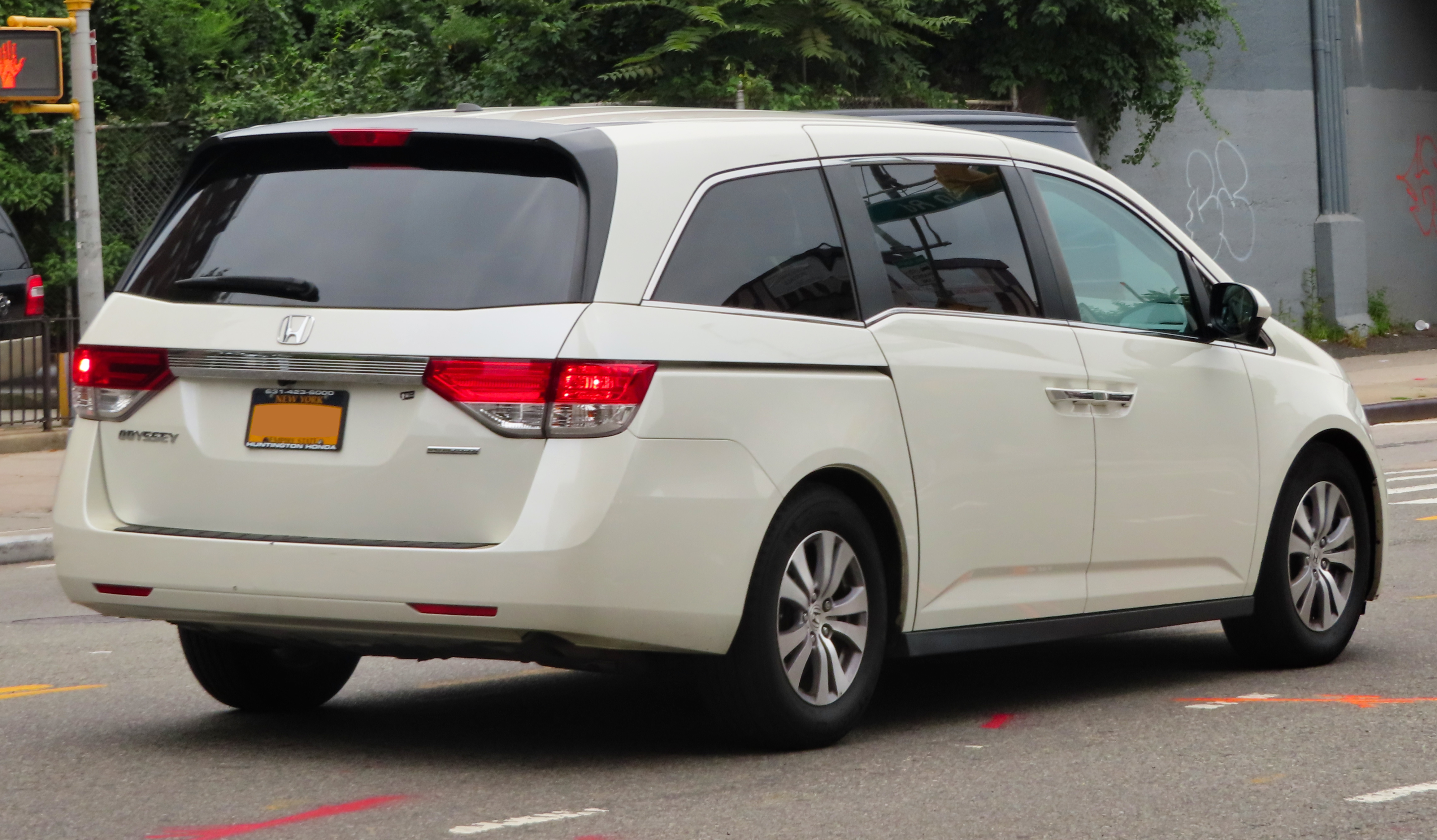
2017 Honda Odyssey SE
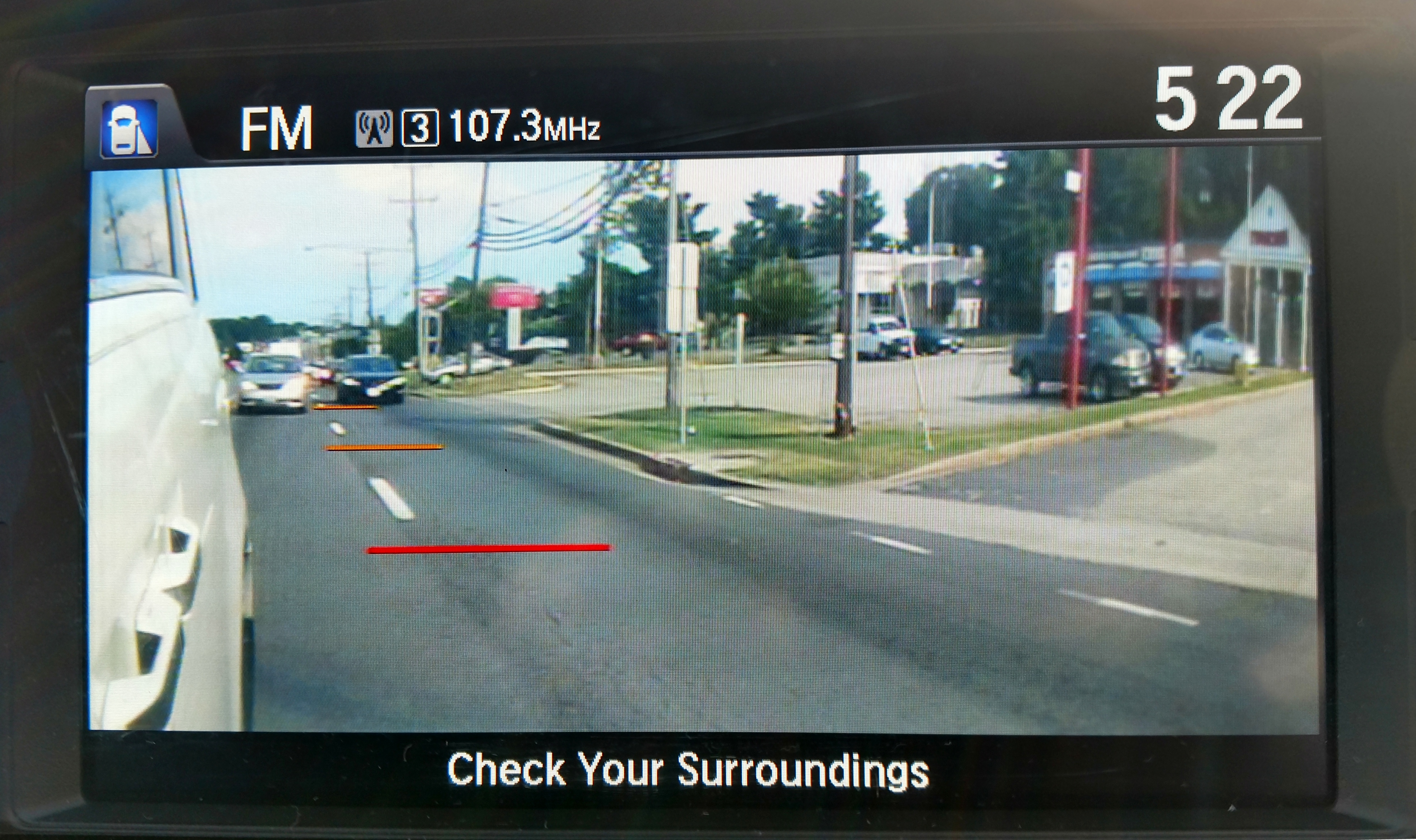
LaneWatch обеспечивает поле зрения на 80° вдоль пассажирской стороны автомобиля, что в четыре раза увеличивает обзор по сравнению с традиционными боковыми зеркалами.

## Пятое поколение (RL6; 2017)
Пятое поколение Odyssey было представлено в январе 2017 года на Североамериканском международном автосалоне. Производство модели началось 26 апреля того же года, а продажи — 25 мая. Комплектации: LX, EX, EX-L, Touring и Elite. В 2021 и 2024 годах автомобили прошли фейслифтинг.

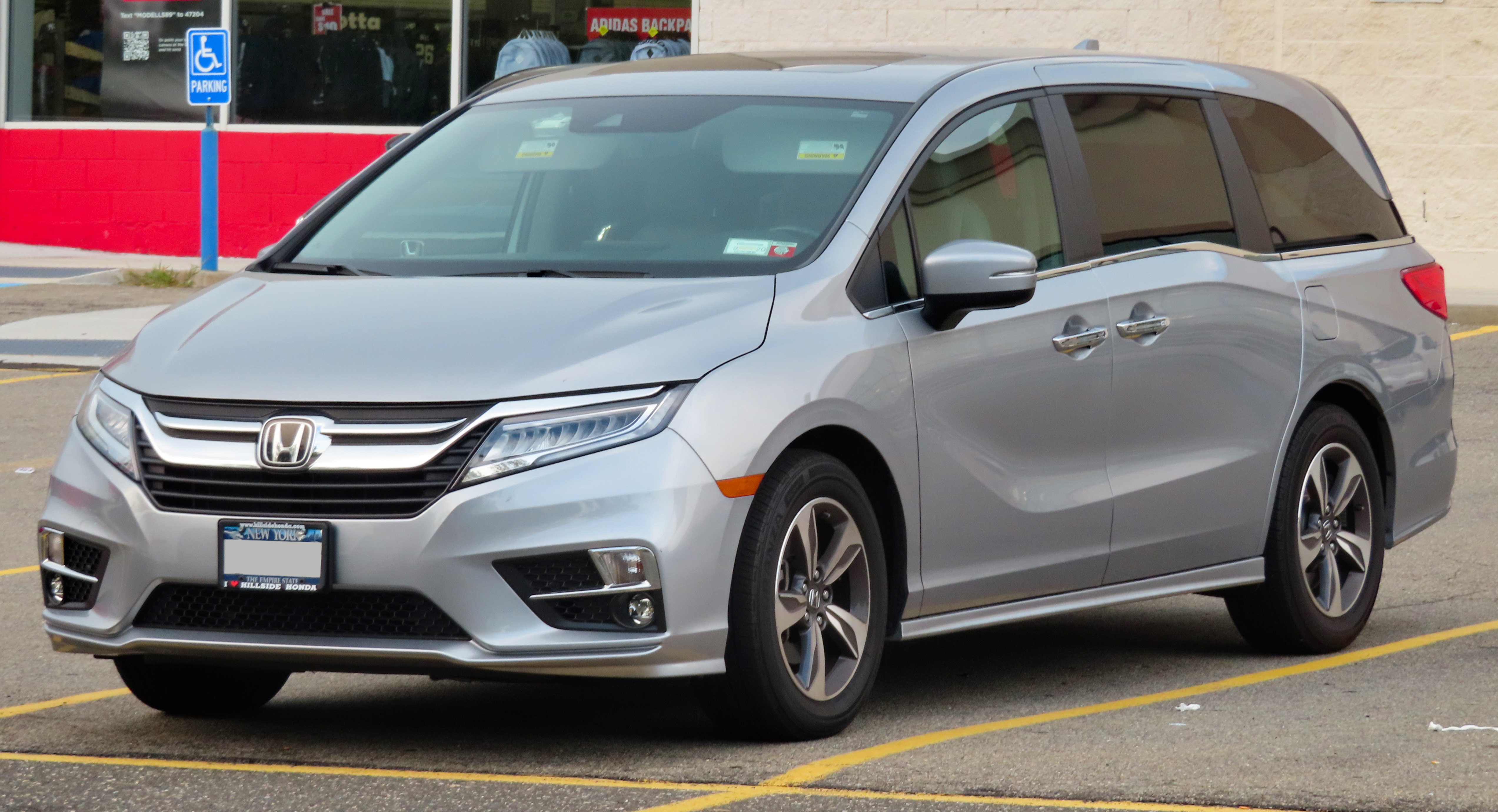
2018—2020 Honda Odyssey Touring
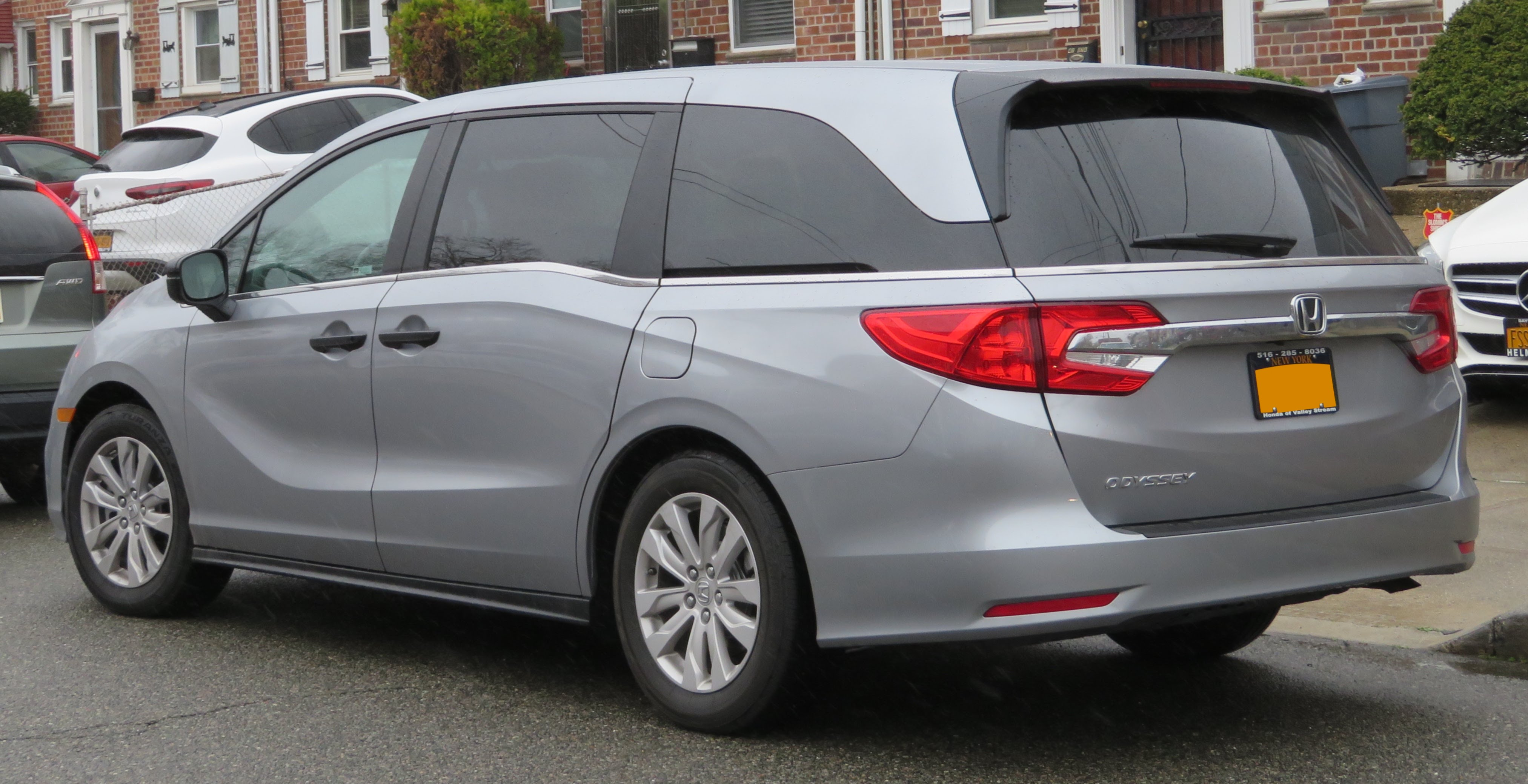
2018 Honda Odyssey LX
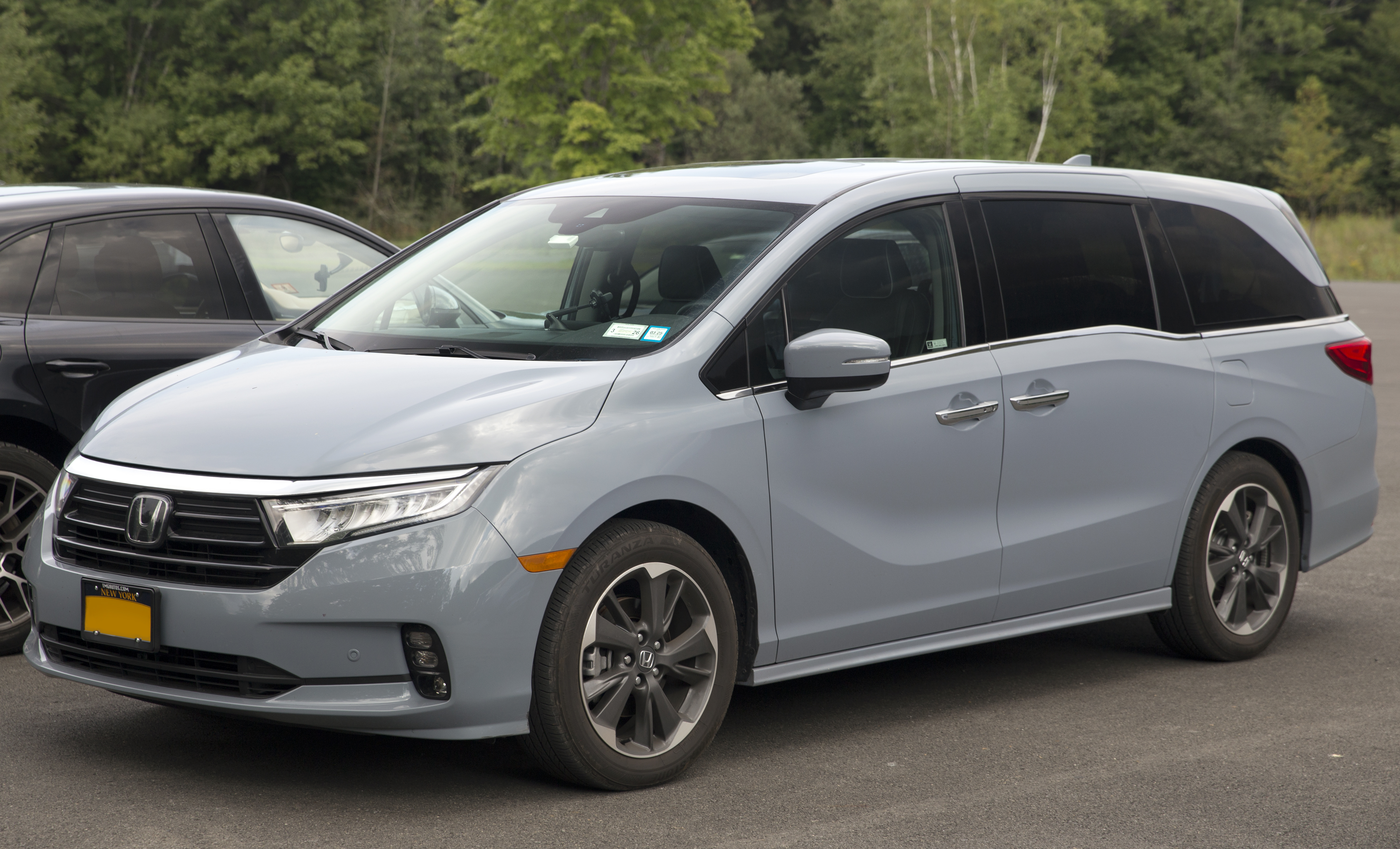
2024 Honda Odyssey Elite
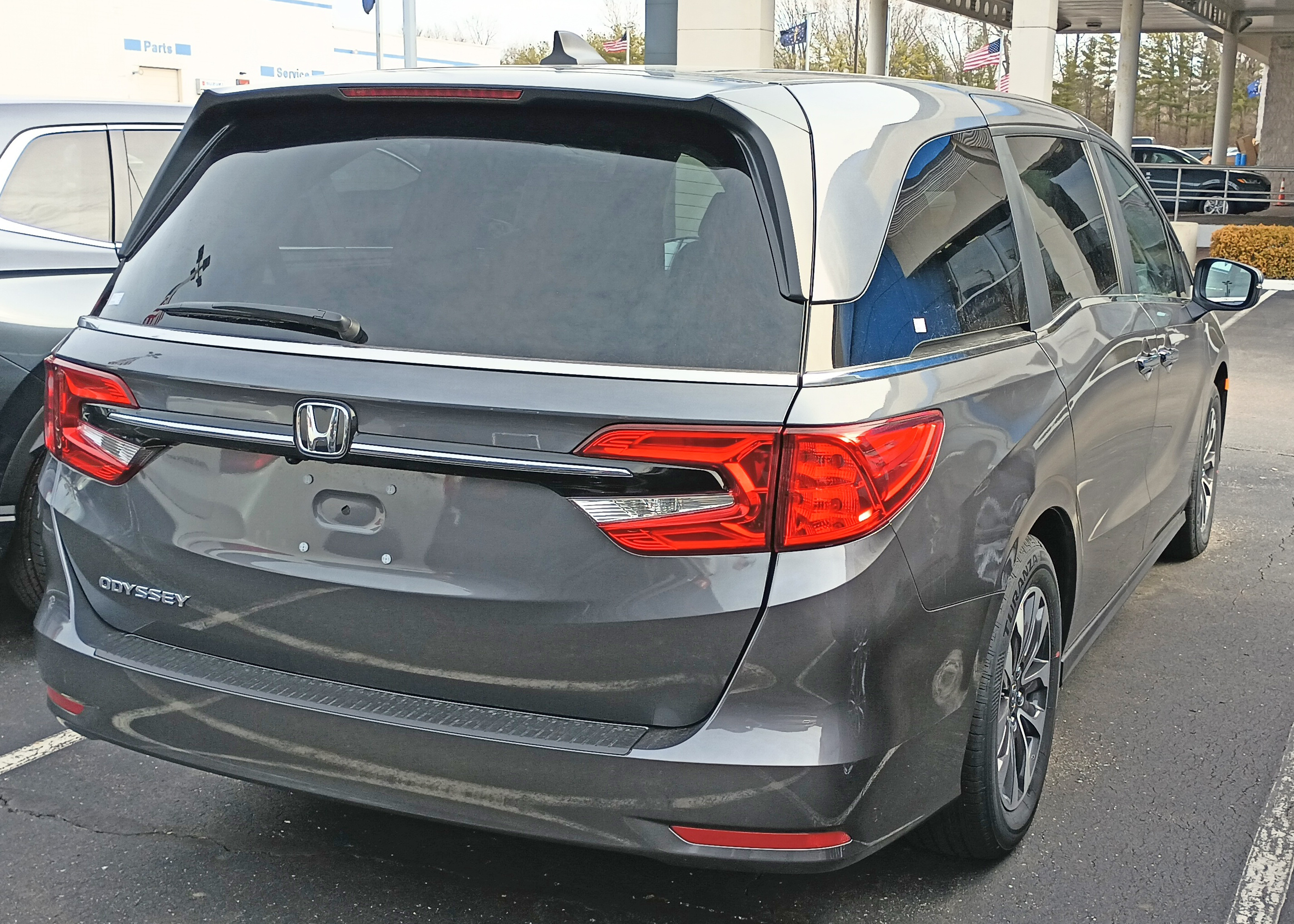
Вид сзади
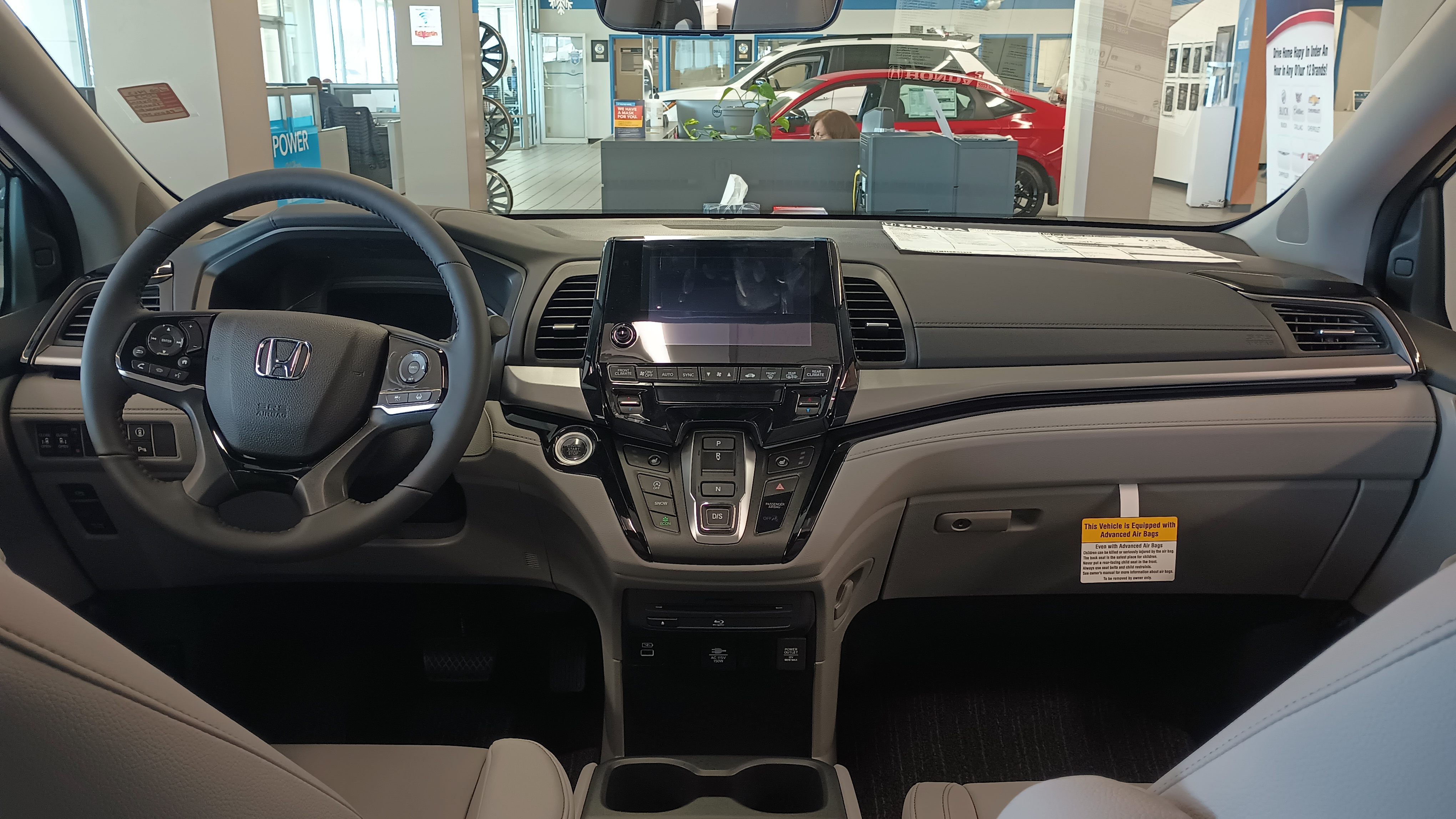
Интерьер

## Продажи
| Год  | США     | Канада | Мексика |
| ---- | ------- | ------ | ------- |
| 1994 | 230     |        |         |
| 1995 | 25,911  |        |         |
| 1996 | 27,025  |        |         |
| 1997 | 20,333  |        |         |
| 1998 | 20,819  |        |         |
| 1999 | 77,801  |        |         |
| 2000 | 126,705 |        |         |
| 2001 | 131,041 |        |         |
| 2002 | 153,467 |        |         |
| 2003 | 154,063 |        |         |
| 2004 | 154,238 |        |         |
| 2005 | 174,275 | 12,573 | 4,360   |
| 2006 | 177,919 | 13,368 | 5,414   |
| 2007 | 173,046 | 12,025 | 4,391   |
| 2008 | 135,493 | 10,123 | 4,264   |
| 2009 | 100,133 | 6,449  | 2,457   |
| 2010 | 108,182 | 8,616  | 3,029   |
| 2011 | 107,068 | 9,060  | 5,410   |
| 2012 | 125,980 | 9,094  | 5,207   |
| 2013 | 128,987 | 10,248 | 4,787   |
| 2014 | 122,738 | 11,480 | 4,741   |
| 2015 | 127,736 | 11,272 | 3,739   |
| 2016 | 120,846 | 12,311 | 2,494   |
| 2017 | 100,307 | 11,232 | 2,725   |
| 2018 | 106,327 | 11,546 | 2,700   |
| 2019 | 99,113  | 9,257  | 2,313   |
| 2020 | 83,409  | 5,361  | 1,073   |
| 2021 | 76,125  | 4,126  | 1,172   |
| 2022 | 47,615  | 2,809  | 876     |
| 2023 | 74,738  | 4,274  | 1,784   |
| 2024 | 80,293  |        |         |

### Кодовые обозначения

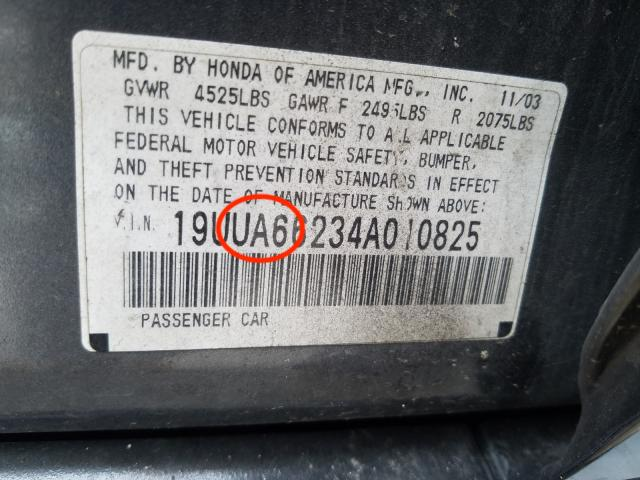
Обведённое кодовое обозначение

Кодовое обозначение шасси связано с идентификационным номером транспортного средства (VIN). Число после букв RA/RL указывает на тип и поколение:
- RA1 = 2.2 F22B6 FWD Odyssey (1995—1998)
- RA2 = 2.2 F22B6 4WD Odyssey (1995—1998) (не продаётся в Северной Америке)
- RA3 = 2.3 F23B7 FWD Odyssey (1998)
- RA4 = 2.3 F23B7 4WD Odyssey (1998) (не продаётся в Северной Америке)
- RA5 = 3.0 J30A3 Odyssey (1997—1998) (не продаётся в Северной Америке)
- RL1 = 3.5 J35A1/4 Odyssey (1999—2004)
- RL3 = 3.5 J35A6 Odyssey (LX, EX) (2005—2010)
- RL4 = 3.5 J35A7 Odyssey (EX-L, Touring) (2005—2010)
- RL5 = 3.5 J35Z8 Odyssey (2011—2017)
- RL6 = 3.5 J35Y7 Odyssey (2018 — настоящее время)